# Jevanische Sprache
Jevanisch (γεβανί jevaní; hebräisch יווניטיקה), Romaniotisch (ρωμανιώτικα romaniótika) oder Judäo-Griechisch war ein griechischer Dialekt, der von den Romanioten gesprochen wurde, einer Gruppe griechischer Juden, deren Vorkommen in Griechenland seit hellenistischer Zeit dokumentiert ist. Sprachhistorisch ist der jevanische Dialekt auf die hellenistische Koine zurückzuführen, versetzt mit hebräischen Elementen. Das Jevanische und das Griechische der christlichen Bevölkerung waren gegenseitig verständlich. Die Romanioten benutzten eine eigene Version des hebräischen Alphabets zum Schreiben sowohl jevanischer als auch griechischer Texte. 
Die Sprachbezeichnung Jevanisch ist abgeleitet vom hebräischen Wort Jawan (hebräisch יָוָן), das in ähnlicher Form in vielen nah- und mittelöstlichen Sprachen das Wort für „griechisch“ bzw. „Griechenland“ ist (so z. B. Sanskrit Yavana); ihm zugrunde liegen die Eigenbezeichnung des griechischen Stammes der Ionier und die Landschaftsbezeichnung Ionien.
Heute gibt es aus unterschiedlichen Gründen keine jevanischen Muttersprachler mehr: 
- Viele jevanischen Gemeinden wurden kulturell und sprachlich von den größeren Gemeinden der ladinosprachigen sephardischen Juden assimiliert.
- Die Sprachen der jeweiligen Bevölkerungsmehrheit, also Griechisch, Türkisch oder etwa Bulgarisch, wurden als Umgangssprache übernommen. Dies gilt auch für Romanioten, die im 20. Jahrhundert nach Israel oder in die USA emigrierten.
- Viele Romanioten wurden während der deutschen Besatzung Griechenlands zwischen 1941 und 1944 deportiert und im Holocaust ermordet.

## Beispieltext
Der Bibelvers Jona 1,1–2:
| Jevanische Übersetzung in hebräischer Schrift | Jevanische Übersetzung in lateinischer Umschrift | Hebräisches Original                                                                         | Deutsche Übersetzung (Lutherbibel 2017) |
| --- | --- | -------------------------------------------------------------------------------------------- | --- |
| קֵאִיטוֹן פְרוֹפִיטִיאָהקִירִיאוּ פְּרוֹשׁ יוֹנָה אִיוּ אֲמִתָּי טוּאִיפִּין׃ אַנַשְׁטָאפּוֹרֶבְגוּ פְּרוֹשׁ נִנְוֶה טִין בּוֹלִי טִין מֶגָלי יאָלָלִישֶידִֿקֶ אִיפִּי אַפְטִין אוֹטִי אֶנֶבִין קָקִיאָהאִי אַפְטִין אֶנוֹפִּיאוֹמוּ | Ke itοn prοfitía Kiriu pros Iona iu Amitaï tu ipin: "Anásta, pοrevghu pros Ninve tin poli tin megháli ke dialálise epi aftin oti enevin i kakia aftin enopion mu." | וַיְהִי דְּבַר־יְהֹוָה אֶל־יוֹנָה בֶן־אֲמִתַּי לֵאמֹר׃ קוּם לֵךְ אֶל־נִינְוֵה הָעִיר הַגְּדוֹלָה וּקְרָא עָלֶיהָ כִּי־עָלְתָה רָעָתָם לְפָנָי׃ | Es geschah das Wort des HERRN zu Jona, dem Sohn Amittais: Mache dich auf und geh in die große Stadt Ninive und predige wider sie; denn ihre Bosheit ist vor mich gekommen. |